# 小行星84522
小行星84522（2002 TC302）是一個顏色偏紅的巨大共振海王星外天體（2:5），它是在2002年10月9日被帕洛马山天文台的NEAT計畫發現的。

## 軌道
以39.058 至70.983 天文單位環繞著太陽運轉，由於共振的緣故，它每繞太陽二圈，海王星會繞太陽五圈。以如此長的軌道週期環繞太陽的外海王星天體 2002 TC302上回在10月抵達衝的位置時，視星等只有20.5等。

### 表面
偏紅的光譜表示2002 TC302的表面只有非常少量的冰，這也可以解釋它的反照率為何會偏低。

## 相關資料
- 小行星
- 海王星外天體
- 離散盤

## 外部連結
- Orbital simulation （页面存档备份，存于） from JPL (Java) / Ephemeris （页面存档备份，存于）